# Saint-Carreuc
Saint-Carreuc is een gemeente in het Franse departement Côtes-d'Armor (regio Bretagne). De plaats maakt deel uit van het arrondissement Saint-Brieuc. Saint-Carreuc telde op 1 januari 2022 1.554 inwoners.

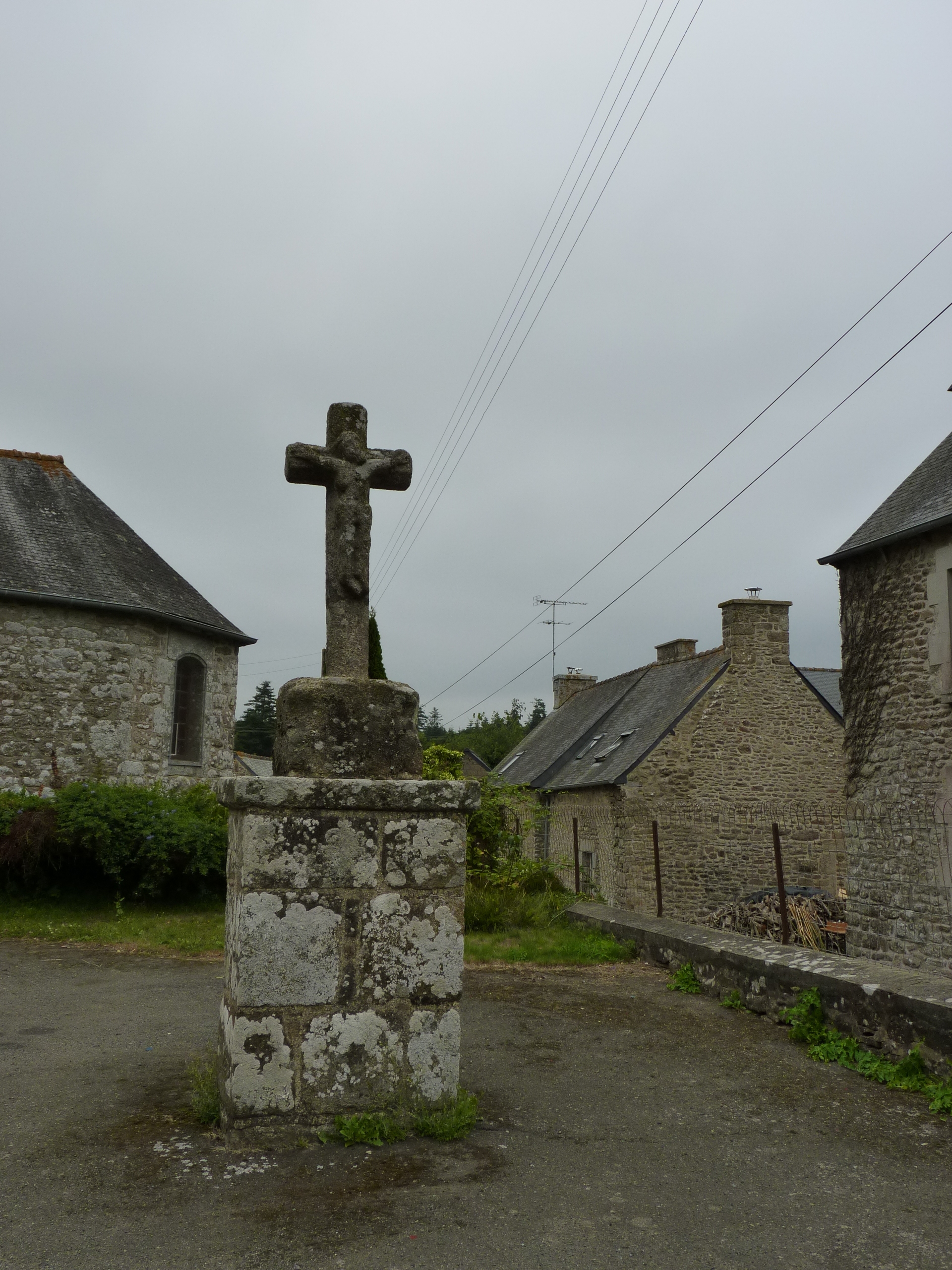

## Geografie
De oppervlakte van Saint-Carreuc bedraagt 12,69 km², de bevolkingsdichtheid is 120 inwoners per km² (per 1 januari 2019).
De onderstaande kaart toont de ligging van Saint-Carreuc met de belangrijkste infrastructuur en aangrenzende gemeenten.

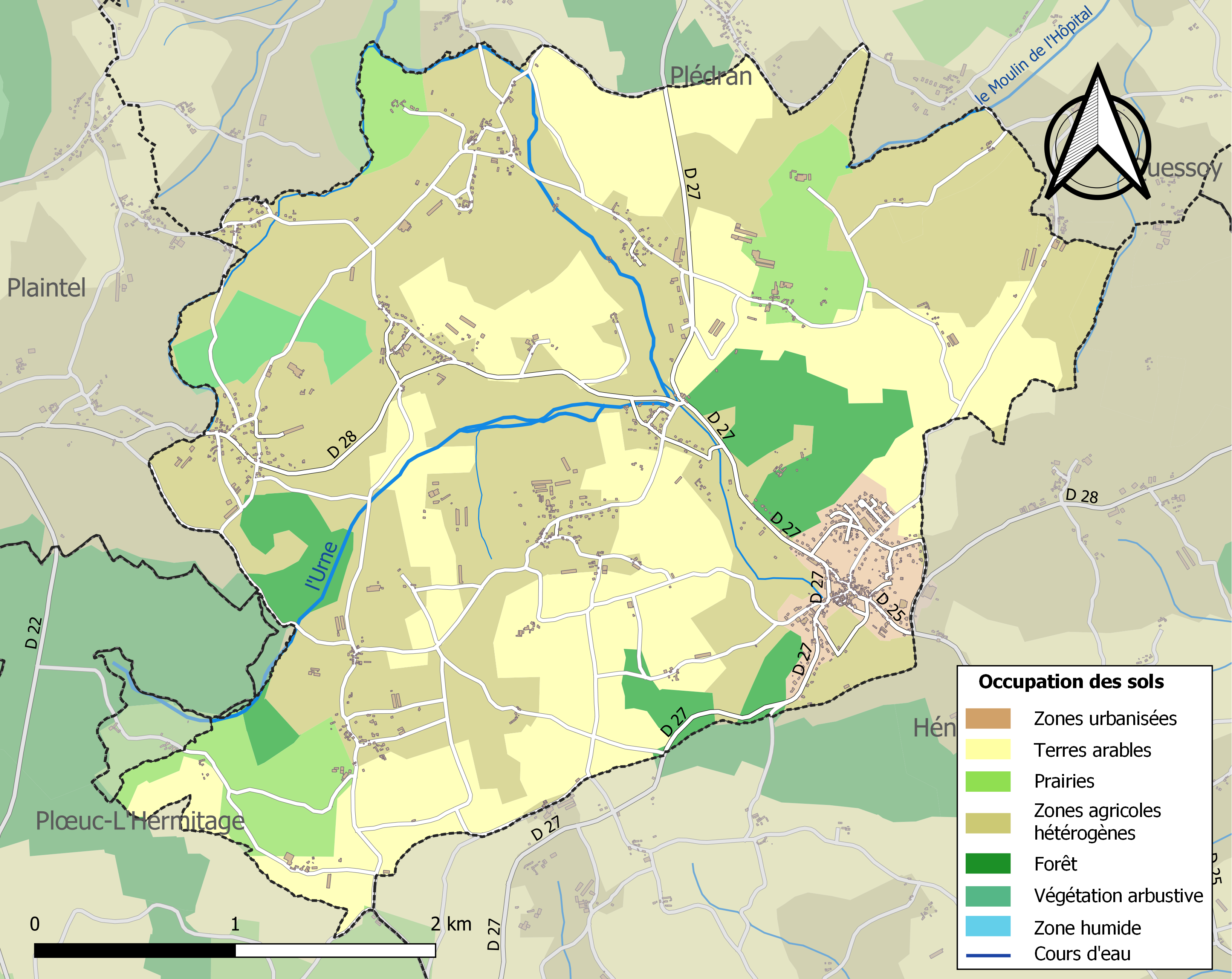

## Demografie
Onderstaande figuur toont het verloop van het inwonertal (bron: INSEE-tellingen).